# Краон (кантон)
Краон (фр. Craonne) — упраздненный кантон во Франции, регион Пикардия. Департамент кантона — Эна. Входил в состав округа Лан. Население кантона на 2010 год составляло 5 934 человека.
Код INSEE кантона — 0212. Всего в кантон Краон входили 34 коммуны, из них главной коммуной являлась Краон.

## Коммуны кантона
В состав кантона входили коммуны (население по данным Национального института статистики за 2010 г.):
- Берьё — население 177 чел.
- Борьё — население 793 чел.
- Брей-ан-Ланнуа — население 223 чел.
- Буконвиль-Воклер — население 181 чел.
- Бург-э-Комен — население 754 чел.
- Вандрес-Бон — население 117 чел.
- Вассонь — население 66 чел.
- Гудланкур-ле-Берьё — население 63 чел.
- Жюминьи — население 69 чел.
- Коллижи-Кранделен — население 181 чел.
- Корбени — население 745 чел.
- Краон — население 76 чел.
- Краонель — население 111 чел.
- Кюири-ле-Шодард — население 84 чел.
- Кюисси-э-Жени — население 66 чел.
- Льерваль — население 115 чел.
- Мартиньи-Курпьер — население 118 чел.
- Монтено — население 120 чел.
- Мулен — население 99 чел.
- Мусси-Вернёй — население 127 чел.
- Нёвиль-сюр-Элет — население 96 чел.
- Обиньи-ан-Ланнуа — население 116 чел.
- Панси-Курткон — население 43 чел.
- Парньян — население 62 чел.
- Песси — население 70 чел.
- Сен-Тома — население 97 чел.
- Сент-Круа — население 139 чел.
- Серни-ан-Ланнуа — население 71 чел.
- Трюси — население 147 чел.
- Ульш-ла-Валле-Фулон — население 63 чел.
- Шамуй — население 260 чел.
- Шермизи-Ай — население 96 чел.
- Эзель — население 112 чел.
- Эйи — население 277 чел.

## Экономика
Структура занятости населения:
- сельское хозяйство — 10,7 %
- промышленность — 13,9 %
- строительство — 7,7 %
- торговля, транспорт и сфера услуг — 40,9 %
- государственные и муниципальные службы — 26,9 %

## Политика
На президентских выборах 2012 г. жители кантона отдали в 1-м туре 27,2 % голосов Франсуа Олланду против 26,1 % у Марин Ле Пен и 23,3 % у Николя Саркози, во 2-м туре в кантоне победил Олланд, получивший 54,4 % (2007 г. 1 тур: Саркози — 26,6 %, Сеголен Руаяль — 23,7 %; 2 тур: Саркози — 51,1 %). На выборах в Национальное собрание в 2012 г. по 1-му избирательному округу департамента Эна они поддержали альтернативного левого кандидата, действующего депутата Рене Дозьера, получившего 31,2 % голосов в 1-м туре и 43,6 % голосов — во 2-м туре (из трех кандидатов).
|  | Кандидат       | Партия                           | % голосов |
|  | -------------- | -------------------------------- | --------- |
|  | Ноэль Жентё    | Демократическая левая инициатива | 59,40     |
|  | Тьерри Раверди | Прочие правые                    | 40,60     |

|  | Кандидат         | Партия                           | % голосов |
|  | ---------------- | -------------------------------- | --------- |
|  | Ноэль Жентё      | Демократическая левая инициатива | 50,02     |
|  | Филипп Мальпецци | Союз за народное движение        | 49,98     |